# Saint-Germain (Aube)
Saint-Germain és un municipi francès situat al departament de l'Aube i a la regió del Gran Est. L'any 2007 tenia 2.351 habitants.

## Demografia

### Població
El 2007 la població de fet de Saint-Germain era de 2.351 persones. Hi havia 858 famílies de les quals 136 eren unipersonals (62 homes vivint sols i 74 dones vivint soles), 276 parelles sense fills, 359 parelles amb fills i 87 famílies monoparentals amb fills.
La població ha evolucionat segons el següent gràfic:
Habitants censats

### Habitatges
El 2007 hi havia 892 habitatges, 861 eren l'habitatge principal de la família, 2 eren segones residències i 28 estaven desocupats. 835 eren cases i 56 eren apartaments. Dels 861 habitatges principals, 619 estaven ocupats pels seus propietaris, 235 estaven llogats i ocupats pels llogaters i 7 estaven cedits a títol gratuït; 27 tenien dues cambres, 83 en tenien tres, 248 en tenien quatre i 504 en tenien cinc o més. 705 habitatges disposaven pel capbaix d'una plaça de pàrquing. A 314 habitatges hi havia un automòbil i a 517 n'hi havia dos o més.

### Piràmide de població
La piràmide de població per edats i sexe el 2009 era:
| Homes | Edats   | Dones |
| ----- | ------- | ----- |
| 0     | 95 o +  | 1     |
| 2     | 90 a 94 | 9     |
| 4     | 85 a 89 | 14    |
| 2     | 80 a 84 | 12    |
| 15    | 75 a 79 | 23    |
| 18    | 70 a 74 | 22    |
| 51    | 65 a 69 | 41    |
| 57    | 60 a 64 | 66    |
| 40    | 55 a 59 | 40    |
| 70    | 50 a 54 | 99    |
| 86    | 45 a 49 | 56    |
| 101   | 40 a 44 | 101   |
| 108   | 35 a 39 | 129   |
| 67    | 30 a 34 | 80    |
| 47    | 25 a 29 | 43    |
| 53    | 20 a 24 | 25    |
| 93    | 15 a 19 | 103   |
| 108   | 10 a 14 | 136   |
| 82    | 5 a 9   | 110   |
| 56    | 0 a 4   | 46    |

## Economia
El 2007 la població en edat de treballar era de 1.563 persones, 1.134 eren actives i 429 eren inactives. De les 1.134 persones actives 1.033 estaven ocupades (527 homes i 506 dones) i 100 estaven aturades (53 homes i 47 dones). De les 429 persones inactives 178 estaven jubilades, 160 estaven estudiant i 91 estaven classificades com a «altres inactius».

### Ingressos
El 2009 a Saint-Germain hi havia 826 unitats fiscals que integraven 2.295,5 persones, la mediana anual d'ingressos fiscals per persona era de 18.730 €.

### Activitats econòmiques
Dels 78 establiments que hi havia el 2007, 1 era d'una empresa extractiva, 1 d'una empresa alimentària, 4 d'empreses de fabricació d'altres productes industrials, 12 d'empreses de construcció, 21 d'empreses de comerç i reparació d'automòbils, 4 d'empreses de transport, 3 d'empreses d'hostatgeria i restauració, 2 d'empreses d'informació i comunicació, 4 d'empreses financeres, 2 d'empreses immobiliàries, 11 d'empreses de serveis, 7 d'entitats de l'administració pública i 6 d'empreses classificades com a «altres activitats de serveis».
Dels 25 establiments de servei als particulars que hi havia el 2009, 1 era una oficina de correu, 2 tallers de reparació d'automòbils i de material agrícola, 1 autoescola, 2 paletes, 2 guixaires pintors, 1 fusteria, 4 lampisteries, 2 electricistes, 1 empresa de construcció, 2 perruqueries, 3 veterinaris, 3 restaurants i 1 agència immobiliària.
Dels 6 establiments comercials que hi havia el 2009, 1 era una gran superfície de material de bricolatge, 1 una botiga de menys de 120 m², 1 una fleca, 1 una peixateria, 1 una botiga d'electrodomèstics i 1 una joieria.
L'any 2000 a Saint-Germain hi havia 19 explotacions agrícoles que ocupaven un total de 880 hectàrees.

## Equipaments sanitaris i escolars
L'únic equipament sanitari que hi havia el 2009 era una farmàcia.
El 2009 hi havia 1 escola maternal i 1 escola elemental.

## Poblacions més properes
El següent diagrama mostra les poblacions més properes.